# Карманово (Приднестровье)
Карманово (рум. Carmanova) — посёлок на территории Григориопольского района Приднестровья (контролируется непризнанной Приднестровской Молдавской Республикой, согласно административно-территориальному делению Республики Молдова территория Молдовы), административный центр одноимённой коммуны в составе административно-территориальных единиц Левобережья Днестра. В состав коммуны входят населённые пункты Федосеевка, Карманово, Котовка и Мочаровка. Расположен недалеко от границы с Украиной, в 68 км от столицы ПМР Тирасполя, в 22 км от районного центра Григориополя и 67 км от города Кишинёв. 
Застройка преимущественно одноэтажная, в центре посёлка преобладают многоэтажные дома.
Карманово связано автобусным сообщением со столицей Приднестровья Тирасполем, со столицей Молдовы Кишиневом, с городами Григориополь и Дубоссары, а также с селом Колосово.

## Население
По данным 2010 года, в селе Карманово проживало около 5000 человек. На 2015 год - 1357 человек, а в селах Федосеевка, Мочаровка и Котовка – 175 человек. 

## История
Первое документальное упоминание о селе Карманово (под названием Нейдорф) датировано 1806 годом.

В 1814 году в этой немецкой колонии было 99 дворов с 1690 жителями, действовали лютеранская церковь, начальная школа.
К 100-летию со времени основания, в 1906 году, в селе насчитывалось 323 хозяйства и 1951 житель.

В 1930-е годы здесь был организован колхоз «Карл Либкнехт».
В 1946 году по решению советских властей село было переименовано из Нейдорфа в Карманово. 
В 1949 году численность населения составляла 1668 человек. Бывший колхоз был реорганизован в совхоз «Григориопольский». Здесь открылся ветеринарно-зоотехнический техникум, который готовил специалистов среднего звена зоотехнического сектора. 
В Карманово открылись средняя общеобразовательная школа, три библиотеки, окружная больница, родильный дом, аптека, Дом культуры, детский сад, почтовое отделение, несколько магазинов.